# Maria Croenlein
Maria Croenlein (auch Crönlein; * 24. März 1883 in Altdorf UR; † 20. November 1943 ebenda) war eine Schweizer Sozialarbeitswissenschaftlerin. Sie gründete 1918 die Schweizerische Sozial-caritative Frauenschule Luzern, der sie bis 1930 vorstand. Die Frauenschule war die erste Bildungsstätte für Soziale Arbeit in der Schweiz.

## Biografie
Maria Croenlein wurde 1883 als Tochter des deutschen Buchbinders Alphons Croenlein und dessen Ehefrau Leonie (geb. Ammann) geboren. Sie erlebte ihre Jugend in Altdorf UR und absolvierte die Primar- und Sekundarschule. Nach dem Abbruch einer Verkäuferinnenlehre arbeitete sie als Haushälterin bei ihrer Grossmutter in der Nähe von Ludwigshafen. Später besuchte sie die soziale Frauenschule in Heidelberg und belegte Vorlesungen in Nationalökonomie und Ethik an der dortigen Universität.
Nachdem sie zu Beginn des Ersten Weltkriegs als Samariterin in Freiburg im Breisgau tätig gewesen war, kehrte sie in den Kanton Uri zurück. Nach einer Tätigkeit als Propagandasekretärin (1916–1919) arbeitete sie bis 1925 als Generalsekretärin des Schweizerischen Katholischen Frauenbunds. 1918 wurde sie die erste Leiterin der Schweizerischen Sozial-caritativen Frauenschule, die in Luzern als erste Schweizer Bildungsinstitution für Soziale Arbeit ins Leben gerufen wurde (heute: Hochschule Luzern – Soziale Arbeit). 1930 wurde sie gegen ihren Willen von der Schulkommission zum Rücktritt gedrängt. Daraufhin distanzierte sie sich nicht nur von der Frauenschule, sondern auch vom Schweizerischen Katholischen Frauenbund.
Während sieben Jahren (1918–1923) redigierte Maria Croenlein die Zeitschrift Die katholische Schweizerin. Croenlein war eine dezidierte Gegnerin des Frauenstimmrechts in der Schweiz und lehnte die Zusammenarbeit mit nicht-katholischen Frauenorganisationen ab.
Maria Croenlein blieb ledig.